# Верстаков, Виктор Глебович
Виктор Глебович Верстаков (20 декабря 1951, пос. Ветрино, Полоцкий район, Витебская область) — российский писатель и журналист, автор многих популярных стихотворений и песен на тему Афганской войны (1979). Член Союза писателей СССР, Секретарь правления Союза писателей России, член правления Московского Союза писателей. Лауреат литературных премий имени: Бориса Полевого премии «Традиция» 1995, имени «Александра Твардовского» 1996, «Андрея Платонова» 1998, «Константина Симонова» 2001, «Михаила Лермонтова» 2005, «Имперская культура» 2005.

## Биография
Родился 20 декабря 1951 года в посёлке Ветрино Ветринского района Витебской области. Отец — Верстаков Глеб Викторович, офицер. В Великой Отечественной войне был танкистом. Был ранен, контужен, горел в танке. Из рядов Вооружённых сил уволился полковником. Мать Верстакова (девичья фамилия Шаповалова) Нина Павловна, родом из Тверского крестьянского рода, вышла замуж за Глеба Викторовича в 1947 году.

Детство Виктора Верстакова прошло в гарнизонах ВС СССР и в Германии, где Виктор пошёл учиться в школу и стал писать первые стихи, в которых подражал Сергею Есенину. Виктор учился в музыкальной школе по классу баяна.
В 1968 году, по окончании средней школы поступил в Московский авиационный институт. На 2-м курсе его бросил по собственному желанию и в 1970 году поступил в Военно-инженерную академию имени Дзержинского. В том же году издал первые свои стихи: в шуйской газете «Знамя Коммунизма» ныне «Шуйские известия» и в газете Московского военного округа «Красный воин».
По окончании Военно-политической Академии им.В.И. Ленина и непродолжительной службы в СА, начал деятельность в военном отделе газеты «Правда», где проработал двенадцать лет. Неоднократно выезжал в командировку в Афганистан. Написал много репортажей и очерков.

Был награждён медалью «За боевые заслуги», орденом «Знак Почёта» и медалью «За укрепление боевого содружества» (2000).

## Семья
Дочь — Мария Викторовна Верстакова (род. 1980), редактор, литературный критик. Выступает с концертами авторских песен.

Брат — Владимир Глебович Верстаков (1947-2024),  кандидат технических наук, поэт.

## Творчество
Написал Сборник стихов «Традиция» (М., «Современник»). Стихи и публицистика Виктора Верстакова были переведены на немецкий, болгарский, польский языки. Автор популярных песен об Афганской войне (1979-1989).

На многие стихи Виктора Верстакова были написаны песни, музыку к которым исполняет сам поэт. Песни В. Верстакова были записаны в ряде пластинок, в их числе — сборник из четырех дисков «Время выбрало нас» (Ташкент, фирма «Мелодия», 1987).
 
Песни, в авторском исполнении Виктора Верстакова звучали на Центральном телевидении в 1991 году, когда показывался фильм «Офицерский романс».
 
В период 1989-1994 годы занимал должность начальника Военно-художественной студии писателей при Министерстве обороны СССР.

Автор многих популярных стихотворений и песен на тему Афганской войны (1979), в их числе: Горит звезда над городом Кабулом, Из пламени Афганистана, Последний батальон уходит из Кабула и другие.

## Авторство
— Является автором 15-ти книг стихов, прозы и публицистики, которые посвящены героизму и быту воинов, и множества известных песен.
Написал много «афганских» песен. Его книги стихов: Традиция. М., 1975; Сердца и звезды. М., 1978; Инженерный батальон. М., 1979; Пылает город Кандагар. М., "Молодая гвардия", 1990; Ради твоей неизвестной любви; Русские времена. Стихи и песни. М., "Мужество и гуманизм", "ЮНПРЕСС", 1999.
 
— Стихи были опубликованы в еженедельниках: "Лит. Россия", "Завтра" (1997, № 11), в ж-лах "Знамя" (1985, № 10), "НС" (1992, №№ 5. 11; 1994, № 7), "МГ" (1989, № 2), "Москва" (1995, № 5), "Бежин луг" (1995, № 3), "Роман-газета" (1995, № 12/13), "Русский стиль" (1995, № 1/2). Выпустил кн. публицистики и прозы: Офицерские звезды. Очерки. М., 1980; Там, в Афганистане. Очерки. М., 1981; Афганский дневник. М., 1983, 1991; Песня Вероники. Очерки о современной армии и флоте. М., "Сов. Россия", 1988; Прости за разлуку. Повести. М., "Патриот", 1991.

## Дополнительная Литература
- «Афганский дневник» Издание: Верстаков В. Г. Афганский дневник. — М.: Воениздат, 1983. — 141 с. — Тираж 65 000 экз.
- «Союз писателей России» — «Ненаписанные стихи» В. Верстаков
- «Российская газета» Виктор Верстаков стал Лауреатом Премии Роберта Рождественского 20.06.2012
- «Рыцарь без страха, но... с упрёком» А. Карпенко о творчестве Виктора Верстакова

## См.также
- Песни Афганской войны (1979—1989)
- Кирсанов, Юрий Иванович
- Морозов, Игорь Николаевич (певец)